# Owen Vincent Coffin

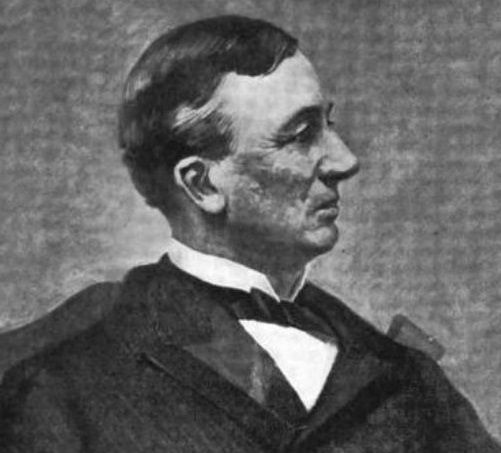
Owen Vincent Coffin

Owen Vincent Coffin (* 20. Juni 1836 in Mansfield, Cattaraugus County, New York; † 3. Januar 1921 in Middletown, Connecticut) war ein US-amerikanischer Politiker und von 1895 bis 1897 Gouverneur des US-Bundesstaates Connecticut. Er war Mitglied der Republikanischen Partei.

## Frühe Jahre und politischer Aufstieg
Owen Coffin besuchte die New York’s Cortland Academy, sowie die Charlottesville Seminary. Ferner unterrichtete Coffin selbst, war als Verkäufer in einem Handelsunternehmen tätig sowie Präsident der Brooklyn YMCA. 1864 zog er dann nach Connecticut, wo er als Executive Officer bei der Farmers and Mechanics Savings Bank tätig war und 1875 Präsident der Middlesex County Agricultural Society wurde. Coffin entschloss sich 1887, eine politische Laufbahn einzuschlagen. Er kandidierte für einen Sitz im Senat von Connecticut, wo er nach erfolgreicher Wahl bis 1889 verblieb.

## Gouverneur von Connecticut
Coffin gewann 1894 die Gouverneursnominierung der Republikaner und wurde dann anschließend zum Gouverneur von Connecticut gewählt. Während seiner Amtszeit wurde eine staatliche Schlichtungs- und Vermittlungsbehörde (Board of mediation and arbitration) gegründet. Ferner wurde ein Gesetz verabschiedet, das Kindern unter 14 Jahren die Arbeit untersagte. Es wurden auch Gesetze verabschiedet, die die Inanspruchnahme von Sträflingen in der Produktion von Nahrungsmitteln, Medikamenten, sowie Tabakwaren verbot. Ferner wurde ein Gesetz konstituiert, das es Arbeitern ermöglichte, sich zu einer Gewerkschaft zusammenzuschließen.

## Weiterer Lebenslauf
Coffin verließ am 6. Januar 1897 sein Amt und zog sich aus dem öffentlichen Dienst zurück. Er blieb in seinem Geschäftsunternehmen aktiv, sowie in seinen bürgerlichen und religiösen Beziehungen.
Owen Vincent Coffin verstarb am 3. Januar 1921 und wurde auf dem Indian Hill Cemetery in Middletown beigesetzt. Er war mit Ellen Elizabeth Coe verheiratet. Das Paar hatte ein gemeinsames Kind.